# 팍스 로마나
팍스 로마나(Pax Romana)는 ('로마의 평화'를 의미하는 라틴어 표현) 로마사에서 약 200년 동안 지속된 기간으로, 증가하고 지속된 로마 제국주의, 상대적인 평화와 질서, 번영하는 안정, 패권적 권력, 지역 확장의 황금기로 여겨진다. 이 시기에는 내전과 전쟁, 특히 로마-페르시아 전쟁을 포함한 여러 분쟁도 발생했다. 전통적으로 이 시기는 원수정을 창설한 아우구스투스가 기원전 27년에 즉위하면서 시작된 것으로 이해된다. 반대로 이 시대의 끝은 "오현제" 중 마지막 황제인 마르쿠스 아우렐리우스가 서기 180년에 사망하면서 끝난 것으로 간주된다.
약 2세기 동안 로마 제국은 서기 117년 (트라야누스 황제)에 최대 영토 확장을 달성했다. 또한 제국의 인구는 7천만 명으로 세계 인구의 33%를 차지했다. 디오 카시우스에 따르면, 콤모두스의 독재 통치와 그 뒤를 이은 다섯 황제의 해 및 군인 황제 시대는 "황금의 왕국에서 철과 녹의 왕국으로"의 하락을 나타냈다.

## 개요

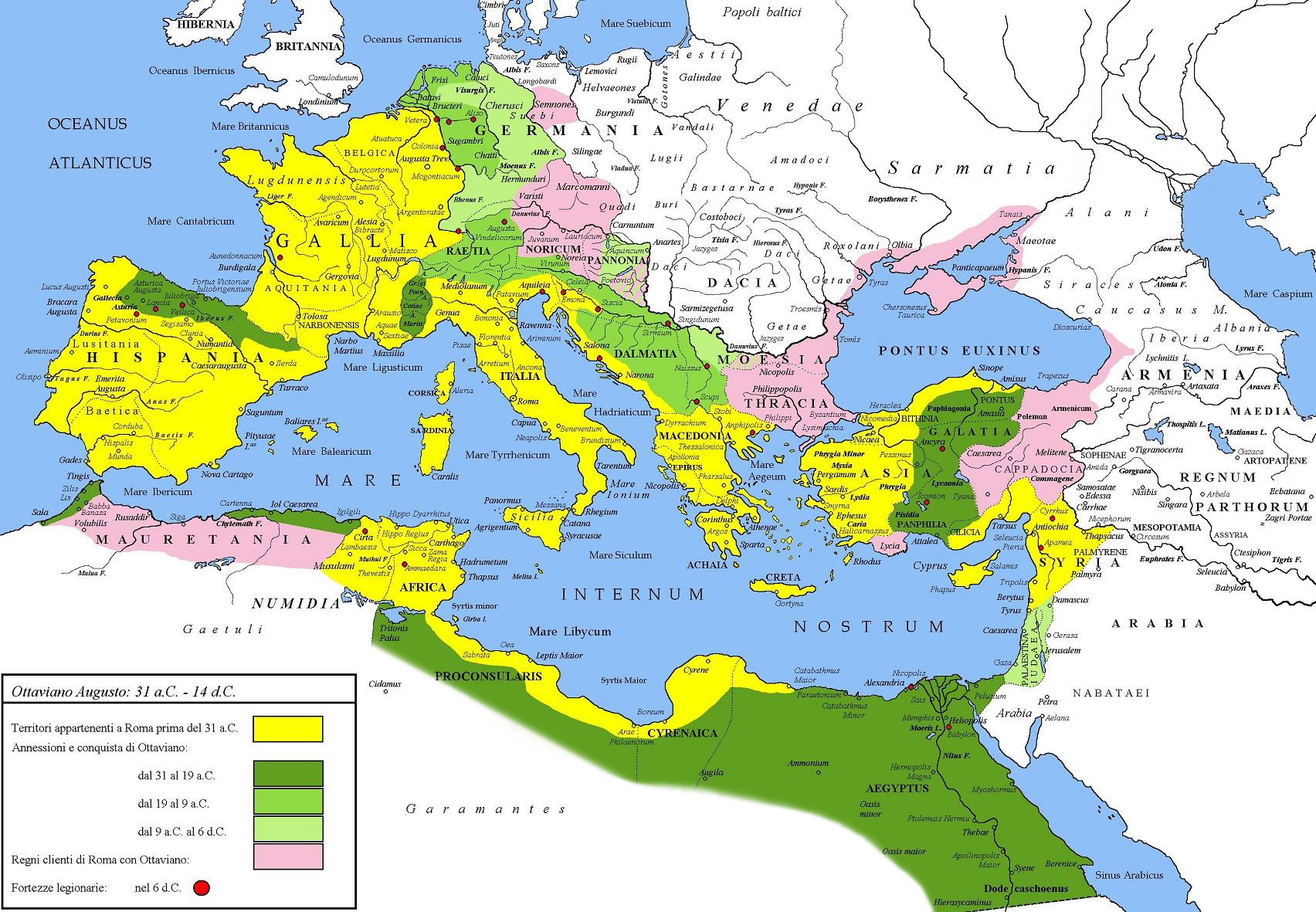
아우구스투스 치하 로마 제국의 확장. 노란색은 기원전 31년 공화국의 영토를, 녹색은 아우구스투스 통치 하에 점진적으로 정복된 영토를, 분홍색은 종속국을 나타낸다.

기원전 27년부터 서기 180년까지 지속된 팍스 로마나는 역사상 가장 긴 평화 기간 중 하나이다. 그러나 월터 고파르트는 "서기 70년에서 192년까지의 캠브리지 고대사는 '제국의 평화'라고 불리지만, 그 페이지에서는 평화를 찾을 수 없다"라고 썼다. 그럼에도 불구하고, 아서 엑스타인은 이 시기가 기원전 3세기와 4세기 로마 공화국 시대의 훨씬 더 잦은 전쟁과 대조적으로 보아야 한다고 썼다.
엑스타인은 또한 초기 팍스 로마나가 로마 공화국 시대에 나타났으며, 그 시간적 범위가 지리적 지역에 따라 다양했음을 지적한다: "팍스 로마나, 즉 지중해의 유명한 '로마 평화'에 대한 표준 교과서 연대는 기원전 31년부터 서기 250년까지이지만, 실제로는 지중해의 넓은 지역에서 로마 평화는 훨씬 더 이른 시기에 나타나고 있었다: 기원전 210년 이후 시칠리아, 기원전 200년 이후 이탈리아반도; 기원전 190년 이후 포 계곡; 기원전 133년 이후 이베리아반도의 대부분; 기원전 100년 이후 북아프리카; 그리고 그리스 동방에서는 더욱 오랫동안." 마찬가지로, 토마스 F. 매든은 기원전 27년이라는 연대가 기원전 1세기의 내전을 피하기 위함이었다고 설명했다. 그에게 팍스 로마나의 진정한 기원은 기원전 2세기이며, 로마가 모든 심각한 군사적 경쟁자들을 제거하고 제국 영토에 전례 없는 평화와 번영을 가져온 후였다.
팍스 로마나라는 용어가 처음으로 알려진 기록은 서기 55년 루키우스 안나이우스 세네카의 저술에 나타난다. 이 개념은 매우 영향력이 있었고, 이후 시대에 이를 모방하려는 이론과 시도의 주제가 되었다. 아르날도 모밀리아노는 "팍스 로마나는 선전 (사회학)을 위한 간단한 공식이지만, 연구하기 어려운 주제이다"라고 언급했다.
대부분의 역사가들은 팍스 로마나가 옥타비아누스 (아우구스투스)가 기원전 31년 9월 2일 악티움 해전에서 마르쿠스 안토니우스와 클레오파트라를 물리치고 로마 황제가 되었을 때 시작되었다고 본다. 그는 프린켑스, 즉 초대 시민이 되었다. 성공적인 1인 통치에 대한 좋은 선례가 없었기 때문에, 아우구스투스는 가장 위대한 군사 거물들의 군사 정권을 만들고 그들의 선두에 섰다. 이들 주요 거물들을 연합으로 묶음으로써 그는 내전의 가능성을 제거했다. 팍스 로마나는 내전이 끝났음에도 불구하고 즉각적으로 찾아온 것은 아니었는데, 이는 히스파니아와 알프스산맥에서 전투가 계속되었기 때문이다. 그럼에도 불구하고, 아우구스투스는 야누스 신전 문을 세 번 닫았는데, 첫 번째는 기원전 29년, 두 번째는 기원전 25년이었다. 세 번째 폐쇄는 기록되지 않았지만, 이네즈 스콧 라이버그 (1949)와 가이우스 스턴 (2006)은 세 번째 폐쇄를 기원전 13년에 평화의 제단 건립과 함께 설득력 있게 추정했다. 기원전 17년 세기제 때 평화의 개념이 대중에 알려졌고, 기원전 13년 아우구스투스와 아그리파가 히스파니아와 알프스산맥을 평정하고 함께 돌아왔을 때 선포되었다. 평화의 제단 건설 명령은 아마도 이 발표의 일부였을 것이다.

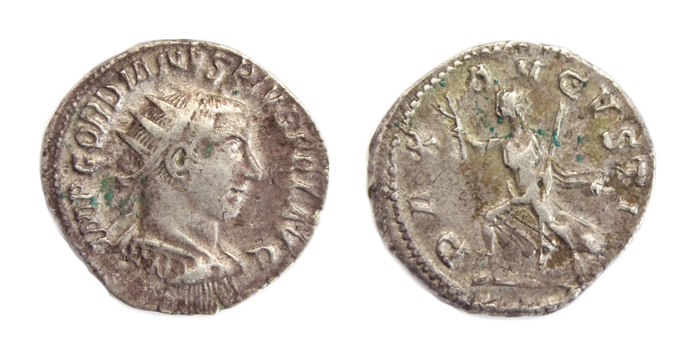
고르디아누스 3세의 AR 안토니니아누스 주화, 243–244년 안티오키아에서 발행, 뒷면에 팍스 아우구스타 (Pax Augusta) 새겨짐

로마인들은 평화를 전쟁의 부재로 보지 않고, 모든 적들이 패배하여 저항할 능력을 잃었을 때 존재하는 드문 상황으로 여겼다. 아우구스투스의 도전은 로마인들에게 전쟁이 없는 상태에서 얻을 수 있는 번영이 위험한 전쟁을 치러 얻는 잠재적 부와 명예보다 제국에 더 좋다는 것을 설득하는 것이었다. 아우구스투스는 능숙한 선전을 통해 성공했다. 후대 황제들은 그의 뒤를 이어, 때로는 야누스 신전 문을 닫는 화려한 의식을 거행하고, 뒷면에 평화(Pax)가 새겨진 주화를 발행하며, 팍스 로마나의 이점을 찬양하는 문학 작품을 후원했다.
아우구스투스가 서기 14년에 사망한 후, 대부분의 후계 로마 황제들은 그의 정책을 이어갔다. 팍스 로마나의 마지막 다섯 황제는 "오현제"로 알려져 있다.

## 무역에 미친 영향
지중해에서 로마의 무역은 팍스 로마나 시대에 증가했다. 로마인들은 비단, 보석, 오닉스, 향신료를 얻기 위해 동방으로 항해했다. 로마인들은 큰 이익을 얻었으며, 지중해 무역으로 인해 로마 제국의 수입이 증가했다.
로마에 의한 서양 세계의 팍스 로마나가 한에 의한 동양 세계의 팍스 시니카와 대체로 동시대에 이루어졌기 때문에, 이 시기 동안 유라시아 역사에서 장거리 여행과 무역이 크게 활성화되었다.

## 팍스 임페리아: 유사한 평화 시대
팍스 로마나 개념의 중요성은 역사가들이 이 용어의 변형을 만들어 다른 상대적 평화 시스템을 설명하는 데 사용하게 했다. 이러한 시스템은 수립되었거나, 시도되었거나, 존재했다고 주장되는 것들이다.
- 팍스 아메리카나
- 팍스 아시리아카
- 팍스 아토미카
- 팍스 브리타니카
- 팍스 에우로페아
- 팍스 굽타나
- 팍스 히스파니카
- 팍스 하자리카
- 팍스 쿠샤나
- 팍스 마피오사 (팍스 나르코티카)
- 팍스 몽골리카
- 팍스 오토마나
- 팍스 포르피리아나
- 팍스 시니카

더 일반적으로, 이 개념은 팍스 임페리아(pax imperia) (때로는 팍스 임페리움(pax imperium)으로 철자됨)라고 불리며, 제국의 평화를 의미하거나, 덜 문자적으로는 패권적 평화를 의미한다. 레몽 아롱은 패권에 의해 달성된 제국의 평화는 때때로(항상 그런 것은 아니지만) 시민 평화가 될 수 있다고 지적한다. 예를 들어, 1871년 독일 제국의 제국 평화(내부 구성 요소인 작센주에 대한)는 점차 이후의 독일 국가로 발전했다. 반대 예로, 알렉산드로스 대왕 제국의 제국 평화는 그리스 도시 국가들이 정치적 정체성을 유지했기 때문에 해체되었다. 아롱은 팍스 로마나 시대에 제1차 유대-로마 전쟁은 제국 기관이 지역 기관과 중첩되었지만 그들을 지우지 않았으며, 그 중첩이 긴장과 분출의 원천이 되었음을 상기시켜 주었다고 언급한다. 아롱은 "다른 말로 하면, 제국의 평화는 이전에 독립했던 정치 단위에 대한 기억이 지워지고, 평화가 정착된 지역 내의 개인이 전통적이거나 지역 공동체보다는 정복 국가와 더 적게 결속되어 있다고 느낄수록 시민 평화가 된다"고 요약한다.
팍스 로마나의 개념은 매우 영향력이 있었으며, 동로마 제국과 기독교 서방에서 이를 모방하려는 시도가 있었고, 거기서 하느님의 평화 (pax Dei 및 treuga Dei)로 변형되었다. 중세 시대의 제국 평화 이론가 중 한 명은 단테 알리기에리였다. 단테의 이 주제에 대한 작품들은 20세기 초 윌리엄 미첼 램지의 저서 『제국의 평화: 유럽 역사 속의 이상』(The Imperial Peace: An Ideal in European History, 1913)에서 분석되었다.

## 같이 보기
- 제국주의
- 모스 마이오룸
- 로마 제국의 계승

## 참고 문헌
- Burton, Paul. 2011. "Pax Romana/Pax Americana: Perceptions of Rome in American Political Culture, 2000–2010". International Journal of Classical Tradition 18.1:66–104. JSTOR 41474687.
- Cornwell, Hannah. 2017. Pax and the Politics of Peace: Republic to Principate. Oxford Classical Monographs. Oxford; New York: Oxford University Press.
- Galinsky, Karl. 2012. Augustus: Introduction to the Life of an Emperor. Cambridge; New York: Cambridge University Press.
- Goldsworthy, Adrian. 2016. Pax Romana: War, Peace and Conquest in the Roman World. New Haven: Yale University Press.
- Hardwick, Lorna. 2000. "Concepts of Peace". In Experiencing Rome: Culture, Identity and Power in the Roman Empire, edited by Janet Huskinson, 335–368. London: Routledge.
- Lopez, Gennaro. 2002. "Pax Romana/Pax Augusta". Invigilata Lucernis 24: 97–110.
- Stern, Gaius. 2015. "The New Cult of Pax Augusta 13 BC–AD 14". Acta Antiqua Academiae Scientiarum Hungaricae 55.1–4: 1–16.
- Yannakopulos, Nikos. 2003. "Preserving the Pax Romana: The Peace Functionaries in Roman East". Mediterraneo Antico 6.2: 825–905.